# K̦
Cette page contient des caractères spéciaux ou non latins. S’ils s’affichent mal (▯, ?, etc.), consultez la page d’aide Unicode.
K̦ (minuscule : k̦), appelé K virgule souscrite, est un graphème utilisé dans la romanisation ISO 9 pour translittérer le ka cramponné ‹ Қ қ ›.
Il s'agit de la lettre K diacritée d'une virgule souscrite.

## Représentations informatiques
Le K virgule souscrite peut être représenté avec les caractères Unicode suivant :
- décomposé (latin de base, diacritiques) :

| formes    | représentations | chaînes de caractères | points de code | descriptions                                            |
| --------- | --------------- | --------------------- | -------------- | ------------------------------------------------------- |
| capitale  | K̦               | K◌̦                    | U+004B U+0326  | lettre majuscule latine k diacritique virgule souscrite |
| minuscule | k̦               | k◌̦                    | U+006B U+0326  | lettre minuscule latine k diacritique virgule souscrite |